# Agoraea phaeophlebia
Agoraea phaeophlebia är en fjärilsart som beskrevs av George Francis Hampson 1916. Agoraea phaeophlebia ingår i släktet Agoraea och familjen björnspinnare. Inga underarter finns listade i Catalogue of Life.